# HjVi
HjVi of VoLt.HjVi is een muziekalbum van de Britse band Volt. Het album is opgenomen op het Hampshire Jam Festival editie 6 (Hampshire jam Vi), gehouden in oktober 2007.
Citaat: "Please note that due to traumatic experience during the performance involving cables and knobs, some synthesizers were harmed after the event". Een van de eerste bespelers van de synthesizers Mike Pinder had al last van onverwachte weigeringen (1968!).

## Musici
- Michael Shipway en Steve Smith – elektronische toetsinstrumenten.

## Muziek
| Nr. | Titel      | Duur  |
| --- | ---------- | ----- |
| 1.  | Primaeval  | 21:09 |
| 2.  | Atavistic  | 20:16 |
| 3.  | Signals    | 20:45 |
| 4.  | Extinction | 14:17 |